# Karl Gustav Jöreskog
Karl Gustav Jöreskog, född 1935 i Åmål, Älvsborgs län, är en svensk statistiker. Han blev 1971 professor i statistik vid samhällsvetenskapliga fakulteten på Uppsala universitet, senare professor i multivariat statistisk analys vid samma institution. Han blev ledamot av Vetenskapsakademien 1974 och ledamot av Kungliga Vetenskaps-Societeten i Uppsala 1992 samt utländsk ledamot av Finska Vetenskaps-Societeten 1993. Han var ledamot i Kommittén för Sveriges Riksbanks pris i ekonomisk vetenskap till Alfred Nobels minne 1995-2001. Åren 2000 - 2017 tjänstgjorde han som Professor II vid Handelshögskolan, BI, i Oslo
Jöreskog blev Dr Honoris Causa vid Universitetet i Padua, Italien 1993, likaså vid Friedrich-Schiller-Universität i Jena, Tyskland 2004. Han är också hedersdoktor vid Norges Handelshögskola i Bergen, Norge.